# Districtes de València
La Ciutat de València es divideix administrativament en dènou districtes, que al seu torn es subdivideixen en huitanta-set barris i pedanies, com segueix:
| #  | Districte        | Extensió   | Habitants | Densitat | Barris                            | Codi | Localització      |
| -- | ---------------- | ---------- | --------- | -------- | --------------------------------- | ---- | ----------------- |
| 1  | Ciutat Vella     | 169 ha     | 27.983    | 165,6    | La Seu                            | 1.1  | Ciutat Vella      |
| 1  | Ciutat Vella     | 169 ha     | 27.983    | 165,6    | La Xerea                          | 1.2  | Ciutat Vella      |
| 1  | Ciutat Vella     | 169 ha     | 27.983    | 165,6    | El Carme                          | 1.3  | Ciutat Vella      |
| 1  | Ciutat Vella     | 169 ha     | 27.983    | 165,6    | El Pilar                          | 1.4  | Ciutat Vella      |
| 1  | Ciutat Vella     | 169 ha     | 27.983    | 165,6    | El Mercat                         | 1.5  | Ciutat Vella      |
| 1  | Ciutat Vella     | 169 ha     | 27.983    | 165,6    | Sant Francesc                     | 1.6  | Ciutat Vella      |
| 2  | L'Eixample       | 173,3 ha   | 42.672    | 246,2    | Russafa                           | 2.1  | L'Eixample        |
| 2  | L'Eixample       | 173,3 ha   | 42.672    | 246,2    | El Pla del Remei                  | 2.2  | L'Eixample        |
| 2  | L'Eixample       | 173,3 ha   | 42.672    | 246,2    | Gran Via                          | 2.3  | L'Eixample        |
| 3  | Extramurs        | 197,2 ha   | 48.536    | 246,1    | El Botànic                        | 3.1  | Ciutat Vella      |
| 3  | Extramurs        | 197,2 ha   | 48.536    | 246,1    | La Roqueta                        | 3.2  | Ciutat Vella      |
| 3  | Extramurs        | 197,2 ha   | 48.536    | 246,1    | La Petxina                        | 3.3  | Ciutat Vella      |
| 3  | Extramurs        | 197,2 ha   | 48.536    | 246,1    | Arrancapins                       | 3.4  | Ciutat Vella      |
| 4  | Campanar         | 523,8 ha   | 39.164    | 74,8     | Campanar                          | 4.1  | Campanar          |
| 4  | Campanar         | 523,8 ha   | 39.164    | 74,8     | Les Tendetes                      | 4.2  | Campanar          |
| 4  | Campanar         | 523,8 ha   | 39.164    | 74,8     | El Calvari                        | 4.3  | Campanar          |
| 4  | Campanar         | 523,8 ha   | 39.164    | 74,8     | Sant Pau                          | 4.4  | Campanar          |
| 5  | La Saïdia        | 194,4 ha   | 47.013    | 241,8    | Marxalenes                        | 5.1  | La Saïdia         |
| 5  | La Saïdia        | 194,4 ha   | 47.013    | 241,8    | Morvedre                          | 5.2  | La Saïdia         |
| 5  | La Saïdia        | 194,4 ha   | 47.013    | 241,8    | Trinitat                          | 5.3  | La Saïdia         |
| 5  | La Saïdia        | 194,4 ha   | 47.013    | 241,8    | Tormos                            | 5.4  | La Saïdia         |
| 5  | La Saïdia        | 194,4 ha   | 47.013    | 241,8    | Sant Antoni                       | 5.5  | La Saïdia         |
| 6  | El Pla del Real  | 169,3 ha   | 30.444    | 179,8    | L'Exposició                       | 6.1  | El Pla del Real   |
| 6  | El Pla del Real  | 169,3 ha   | 30.444    | 179,8    | Mestalla                          | 6.2  | El Pla del Real   |
| 6  | El Pla del Real  | 169,3 ha   | 30.444    | 179,8    | Jaume Roig                        | 6.3  | El Pla del Real   |
| 6  | El Pla del Real  | 169,3 ha   | 30.444    | 179,8    | Ciutat Universitària              | 6.4  | El Pla del Real   |
| 7  | L'Olivereta      | 198,9 ha   | 48.686    | 244,8    | Nou Moles                         | 7.1  | L'Olivereta       |
| 7  | L'Olivereta      | 198,9 ha   | 48.686    | 244,8    | Soternes                          | 7.2  | L'Olivereta       |
| 7  | L'Olivereta      | 198,9 ha   | 48.686    | 244,8    | Tres Forques                      | 7.3  | L'Olivereta       |
| 7  | L'Olivereta      | 198,9 ha   | 48.686    | 244,8    | La Fontsanta                      | 7.4  | L'Olivereta       |
| 7  | L'Olivereta      | 198,9 ha   | 48.686    | 244,8    | La Llum                           | 7.5  | L'Olivereta       |
| 8  | Patraix          | 287,3 ha   | 57.798    | 201,2    | Patraix                           | 8.1  | Patraix           |
| 8  | Patraix          | 287,3 ha   | 57.798    | 201,2    | Sant Isidre                       | 8.2  | Patraix           |
| 8  | Patraix          | 287,3 ha   | 57.798    | 201,2    | Vara de Quart                     | 8.3  | Patraix           |
| 8  | Patraix          | 287,3 ha   | 57.798    | 201,2    | Safranar                          | 8.4  | Patraix           |
| 8  | Patraix          | 287,3 ha   | 57.798    | 201,2    | Favara                            | 8.5  | Patraix           |
| 9  | Jesús            | 298,5 ha   | 51.941    | 174,0    | La Raïosa                         | 9.1  | Jesús             |
| 9  | Jesús            | 298,5 ha   | 51.941    | 174,0    | L'Hort de Senabre                 | 9.2  | Jesús             |
| 9  | Jesús            | 298,5 ha   | 51.941    | 174,0    | La Creu Coberta                   | 9.3  | Jesús             |
| 9  | Jesús            | 298,5 ha   | 51.941    | 174,0    | Sant Marcel·lí                    | 9.4  | Jesús             |
| 9  | Jesús            | 298,5 ha   | 51.941    | 174,0    | Camí Real                         | 9.5  | Jesús             |
| 10 | Quatre Carreres  | 1.132,5 ha | 74.555    | 65,8     | Montolivet                        | 10.1 | Quatre Carreres   |
| 10 | Quatre Carreres  | 1.132,5 ha | 74.555    | 65,8     | En Corts                          | 10.2 | Quatre Carreres   |
| 10 | Quatre Carreres  | 1.132,5 ha | 74.555    | 65,8     | Malilla                           | 10.3 | Quatre Carreres   |
| 10 | Quatre Carreres  | 1.132,5 ha | 74.555    | 65,8     | La Fonteta de Sant Lluís          | 10.4 | Quatre Carreres   |
| 10 | Quatre Carreres  | 1.132,5 ha | 74.555    | 65,8     | Na Rovella                        | 10.5 | Quatre Carreres   |
| 10 | Quatre Carreres  | 1.132,5 ha | 74.555    | 65,8     | La Punta                          | 10.6 | Quatre Carreres   |
| 10 | Quatre Carreres  | 1.132,5 ha | 74.555    | 65,8     | Ciutat de les Arts i les Ciències | 10.7 | Quatre Carreres   |
| 11 | Poblats Marítims | 978,3 ha   | 55.486    | 56,7     | El Grau                           | 11.1 | Poblats Marítims  |
| 11 | Poblats Marítims | 978,3 ha   | 55.486    | 56,7     | El Cabanyal-Canyamelar            | 11.2 | Poblats Marítims  |
| 11 | Poblats Marítims | 978,3 ha   | 55.486    | 56,7     | La Malva-rosa                     | 11.3 | Poblats Marítims  |
| 11 | Poblats Marítims | 978,3 ha   | 55.486    | 56,7     | Beteró                            | 11.4 | Poblats Marítims  |
| 11 | Poblats Marítims | 978,3 ha   | 55.486    | 56,7     | Natzaret                          | 11.5 | Poblats Marítims  |
| 12 | Camins al Grau   | 236,7 ha   | 65.552    | 276,9    | Aiora                             | 12.1 | Camins al Grau    |
| 12 | Camins al Grau   | 236,7 ha   | 65.552    | 276,9    | Albors                            | 12.2 | Camins al Grau    |
| 12 | Camins al Grau   | 236,7 ha   | 65.552    | 276,9    | La Creu del Grau                  | 12.3 | Camins al Grau    |
| 12 | Camins al Grau   | 236,7 ha   | 65.552    | 276,9    | Camí Fondo                        | 12.4 | Camins al Grau    |
| 12 | Camins al Grau   | 236,7 ha   | 65.552    | 276,9    | Penya-roja                        | 12.5 | Camins al Grau    |
| 13 | Algirós          | 295,9 ha   | 36.390    | 121,2    | L'Illa Perduda                    | 13.1 | Algirós           |
| 13 | Algirós          | 295,9 ha   | 36.390    | 121,2    | Ciutat Jardí                      | 13.2 | Algirós           |
| 13 | Algirós          | 295,9 ha   | 36.390    | 121,2    | L'Amistat                         | 13.3 | Algirós           |
| 13 | Algirós          | 295,9 ha   | 36.390    | 121,2    | La Bega Baixa                     | 13.4 | Algirós           |
| 13 | Algirós          | 295,9 ha   | 36.390    | 121,2    | La Carrasca                       | 13.5 | Algirós           |
| 14 | Benimaclet       | 157,0 ha   | 28.064    | 182,0    | Benimaclet                        | 14.1 | Benimaclet        |
| 14 | Benimaclet       | 157,0 ha   | 28.064    | 182,0    | Camí de Vera                      | 14.2 | Benimaclet        |
| 15 | Rascanya         | 262,9 ha   | 53.566    | 203,8    | Els Orriols                       | 15.1 | Rascanya          |
| 15 | Rascanya         | 262,9 ha   | 53.566    | 203,8    | Torrefiel                         | 15.2 | Rascanya          |
| 15 | Rascanya         | 262,9 ha   | 53.566    | 203,8    | Sant Llorenç                      | 15.3 | Rascanya          |
| 16 | Benicalap        | 221,6 ha   | 47.752    | 215,5    | Benicalap                         | 16.1 | Benicalap         |
| 16 | Benicalap        | 221,6 ha   | 47.752    | 215,5    | Ciutat Fallera                    | 16.2 | Benicalap         |
| 17 | Pobles del Nord  | 1.519,6 ha | 6.744     | 4,4      | Benifaraig                        | 17.1 | Poblats del Nord  |
| 17 | Pobles del Nord  | 1.519,6 ha | 6.744     | 4,4      | Poble Nou                         | 17.2 | Poblats del Nord  |
| 17 | Pobles del Nord  | 1.519,6 ha | 6.744     | 4,4      | Carpesa                           | 17.3 | Poblats del Nord  |
| 17 | Pobles del Nord  | 1.519,6 ha | 6.744     | 4,4      | Cases de Bàrcena                  | 17.4 | Poblats del Nord  |
| 17 | Pobles del Nord  | 1.519,6 ha | 6.744     | 4,4      | Mauella et alii                   | 17.5 | Poblats del Nord  |
| 17 | Pobles del Nord  | 1.519,6 ha | 6.744     | 4,4      | Massarrojos                       | 17.6 | Poblats del Nord  |
| 17 | Pobles del Nord  | 1.519,6 ha | 6.744     | 4,4      | Borbotó                           | 17.7 | Poblats del Nord  |
| 18 | Pobles de l'Oest | 201,1 ha   | 14.546    | 72,3     | Benimàmet                         | 18.1 | Poblats de l'Oest |
| 18 | Pobles de l'Oest | 201,1 ha   | 14.546    | 72,3     | Beniferri                         | 18.2 | Poblats de l'Oest |
| 19 | Pobles del Sud   | 6.617,6 ha | 21.289    | 3,2      | El Forn d'Alcedo                  | 19.1 | Poblats del Sud   |
| 19 | Pobles del Sud   | 6.617,6 ha | 21.289    | 3,2      | El Castellar-l'Oliveral           | 19.2 | Poblats del Sud   |
| 19 | Pobles del Sud   | 6.617,6 ha | 21.289    | 3,2      | Pinedo                            | 19.3 | Poblats del Sud   |
| 19 | Pobles del Sud   | 6.617,6 ha | 21.289    | 3,2      | El Saler                          | 19.4 | Poblats del Sud   |
| 19 | Pobles del Sud   | 6.617,6 ha | 21.289    | 3,2      | El Palmar                         | 19.5 | Poblats del Sud   |
| 19 | Pobles del Sud   | 6.617,6 ha | 21.289    | 3,2      | El Perellonet                     | 19.6 | Poblats del Sud   |
| 19 | Pobles del Sud   | 6.617,6 ha | 21.289    | 3,2      | La Torre                          | 19.7 | Poblats del Sud   |
| 19 | Pobles del Sud   | 6.617,6 ha | 21.289    | 3,2      | Faitanar                          | 19.8 | Poblats del Sud   |

Dades demogràfiques obtingudes de l'Oficina d'Estadística de l'Ajuntament de València.